# Nadya Larouche
Nadya Larouche (* 1956 in Pointe-du-Lac) ist eine kanadische Autorin von Kinder- und Jugendliteratur und Drama. Sie studierte an der Universität Ottawa. 

## Werke
- Les mystères de l'île Brisée, 1994
- Mission spéciale pour l'AAA, 1994
- L'aventurière du 1588, 1994
- Curieuse visite chez l'apprentie sorcière, 1995
- L'étrange coffre-fort d'Oscar W. Dunlop, 1995
- Nord-est vers l'inconnu, 1995
- Les prisonniers de l'autre monde, 1995
- Alerte à la folie, 1996
- Cauchemar sous la lune, 1996
- L’armoire aux trois miroirs, 1997
- La forêt des Matatouis, 1997
- Le génie des perséides, 1997
- L'ennemi aux griffes d'acier, 1998
- La foire aux mille périls, 1998
- L'hallucinant passage vers Krullin, 1998

| Personendaten    | Personendaten               |
| ---------------- | --------------------------- |
| NAME             | Larouche, Nadya             |
| KURZBESCHREIBUNG | kanadische Schriftstellerin |
| GEBURTSDATUM     | 1956                        |
| GEBURTSORT       | Pointe-du-Lac               |